# Stillington, Durham
Stillington är en ort i civil parish Stillington and Whitton, i kommunen Borough of Stockton-on-Tees i Storbritannien. Den ligger i grevskapet Durham och riksdelen England, i den centrala delen av landet, 400 km norr om huvudstaden London. Stillington ligger 43 meter över havet och antalet invånare är 741. Stillington var en civil parish 1866–1983 när blev den en del av Whitton och Mordon. Civil parish hade 162 invånare år 1961.